# Adolf Mirkes
Adolf Mirkes (* 20. März 1913 in Mühlheim am Main; † August 1998 in Böblingen) war ein deutscher Gewerkschafter und Politiker der SPD. Von 1959 bis 1976 war er Bundesvorsitzender der Gewerkschaft Leder.

## Leben und Beruf
Mirkes war von 1927 bis 1946 als Schuhmacher in der Schuhfabrik Hassia in Offenbach tätig. 1934 geriet er in kurze Polizeihaft. Im Oktober 1945 wurde er in den Betriebsrat der Schuhfabrik gewählt.
Nach seiner aktiven Zeit in der Gewerkschaft verfasste Mirkes, seit 1960 in Böblingen wohnhaft, verschiedene Werke über die Geschichte der SPD und der Lederarbeiter.

## Gewerkschaft
1929 schloss sich Mirkes dem Zentralverband der Schuhmacher an, bis 1933 engagierte er sich in den Jugendorganisationen der Arbeiterbewegung. Nach dem Krieg wurde er im Juli 1946 zum Sekretär der neu gegründeten Gewerkschaft Textil, Bekleidung, Leder in Offenbach. Nach der Gründung der Gewerkschaft Leder mit Sitz in Stuttgart wurde er 1950 in den geschäftsführenden Hauptvorstand berufen. 1953 wurde er zum zweiten Vorsitzenden gewählt, 1959 schließlich zum ersten Vorsitzenden der Gewerkschaft Leder. Daneben gehörte er auch dem DGB-Bundesvorstand sowie, von 1959 bis 1970, dem Vorstand der Internationalen Lederarbeitervereinigung der Textil-, Bekleidungs- und Lederarbeiter an.

## Politik
Schon vor 1933 engagierte sich Mirkes in der sozialistischen Jugendbewegung. 1954 trat er der SPD bei.

## Ehrungen
1988 wurde Mirkes das Bundesverdienstkreuz 1. Klasse verliehen. Nach ihm wurde der Adolf-Mirkes-Preis der Böblinger SPD benannt.

## Werke (Auswahl)
- Ein neues Haus aus Trümmern – Offenbacher Gewerkschaften 1945-1948
- Erscheint in Massen – Daten – Dokumente – Fragmente zur Geschichte der Arbeiterbewegung in Böblingen im Spiegel des "Böblinger Bote" von den Anfängen bis 1933
- Mühlheim unter den Nazis 1933-1945 – ein Lesebuch
- Zeugnisse, Offenbach 1933-1945 – Verfolgung und Widerstand in Stadt und Landkreis Offenbach
- Pirmasens – 100 Jahre Schuhmachergewerkschaften ; Neugründung d. Gewerkschaften 1945 ; Festschr. d. Gewerkschaft Leder, Pirmasens, 100jähr. Jubiläum
- Das Ermächtigungsgesetz vom 23. März 1933 : Veranstaltung des SPD-Kreisverbandes Böblingen in Leonberg am 23. März 1983
- 120 Jahre Schuhmachergewerkschaften in Weißenfels : einhundertzwanzig Jahre 1874-1994 ; eine Dokumentation , 1994

Übersicht der Werke von Adolf Mirkes